# Newark Cemetery
Newark Cemetery – cmentarz komunalny w Newark-on-Trent, w środkowej Anglii (Wielka Brytania). Otwarty w 1856 roku, pełni jednocześnie funkcję parku miejskiego. Kaplica cmentarna oraz brama wjazdowa są zabytkami klasy II.
W obrębie cmentarza wydzielona jest kwatera wojenna, na której znajduje się 477 grobów żołnierzy poległych podczas II wojny światowej, w tym 397 Polaków oraz 80 żołnierzy brytyjskich i innych krajów Wspólnoty Brytyjskiej. Poza kwaterą na terenie cmentarza rozproszonych jest 49 grobów wojennych z okresu I wojny światowej oraz kolejnych 10 z okresu II wojny światowej. Łącznie na terenie cmentarza znajduje się 530 zidentyfikowanych grobów wojennych. Wszystkie znajdują się pod opieką Komisji Grobów Wojennych Wspólnoty Narodów (Commonwealth War Graves Commission).
Zdecydowana większość pochowanych na cmentarzu polskich wojskowych służyła w Polskich Siłach Powietrznych, operując z okolicznych baz lotniczych, m.in. RAF Syerston, Swinderby i Newton. Cmentarz był także miejscem pochówku zmarłych pacjentów szpitala wojskowego RAF Nocton Hall, koło Lincoln. Wśród pochowanych na cmentarzu znajduje się 25 żołnierzy z 1. Samodzielnej Brygady Spadochronowej – ofiar wypadku lotniczego pod Tinwell, do którego doszło 8 lipca 1944 roku.
Cmentarz w Newark jest największym skupiskiem polskich grobów wojennych na terenie Wielkiej Brytanii. Spoczywa tu blisko 1/5 spośród 2158 pochowanych w tym kraju Polaków poległych podczas II wojny światowej. W źródłach polskojęzycznych cmentarz często określany jest mianem Cmentarza Lotników Polskich. Znajduje się tu pomnik w postaci krzyża upamiętniający polskich lotników, odsłonięty w 1941 roku podczas ceremonii z udziałem prezydenta Władysława Raczkiewicza oraz naczelnego wodza sił zbrojnych Władysława Sikorskiego. Obaj zostali w późniejszych latach pochowani na tym cmentarzu – Sikorski w 1943 roku, po śmierci w katastrofie lotniczej w Gibraltarze (jego szczątki w 1993 roku przeniesiono do Polski), Raczkiewicz w 1947 roku. Na cmentarzu spoczęło także dwóch kolejnych prezydentów Polski na uchodźstwie – August Zaleski (w 1972) i Stanisław Ostrowski (w 1982). Szczątki wszystkich trzech prezydentów ekshumowane zostały w 2022 roku, w celu przeniesienia do Świątyni Opatrzności Bożej w Warszawie.

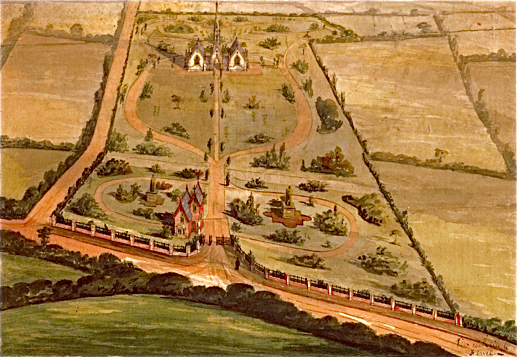
Rycina z 1855 roku przedstawiająca cmentarz w pierwotnym kształcie
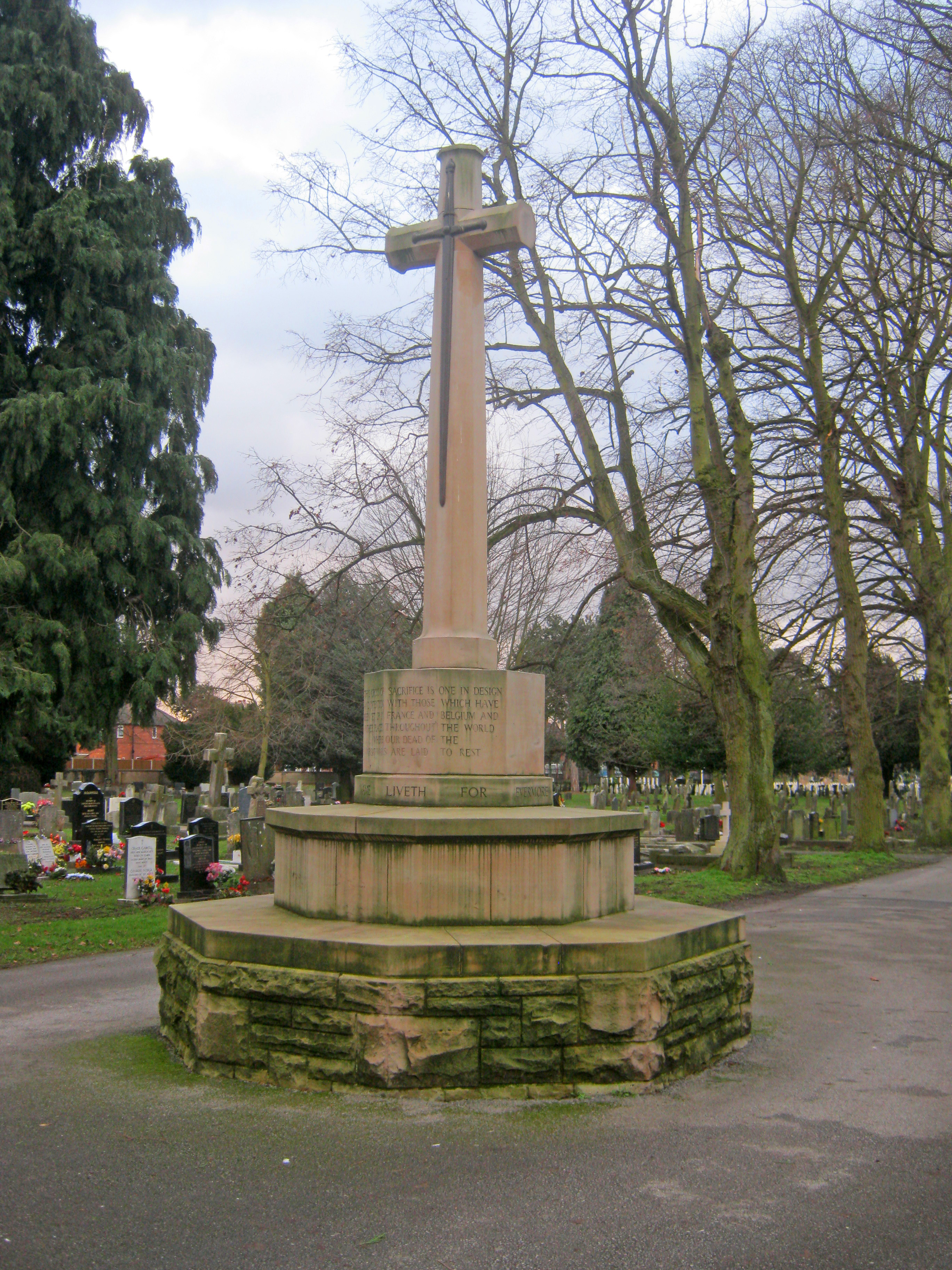
Pomnik upamiętniający ofiary I wojny światowej
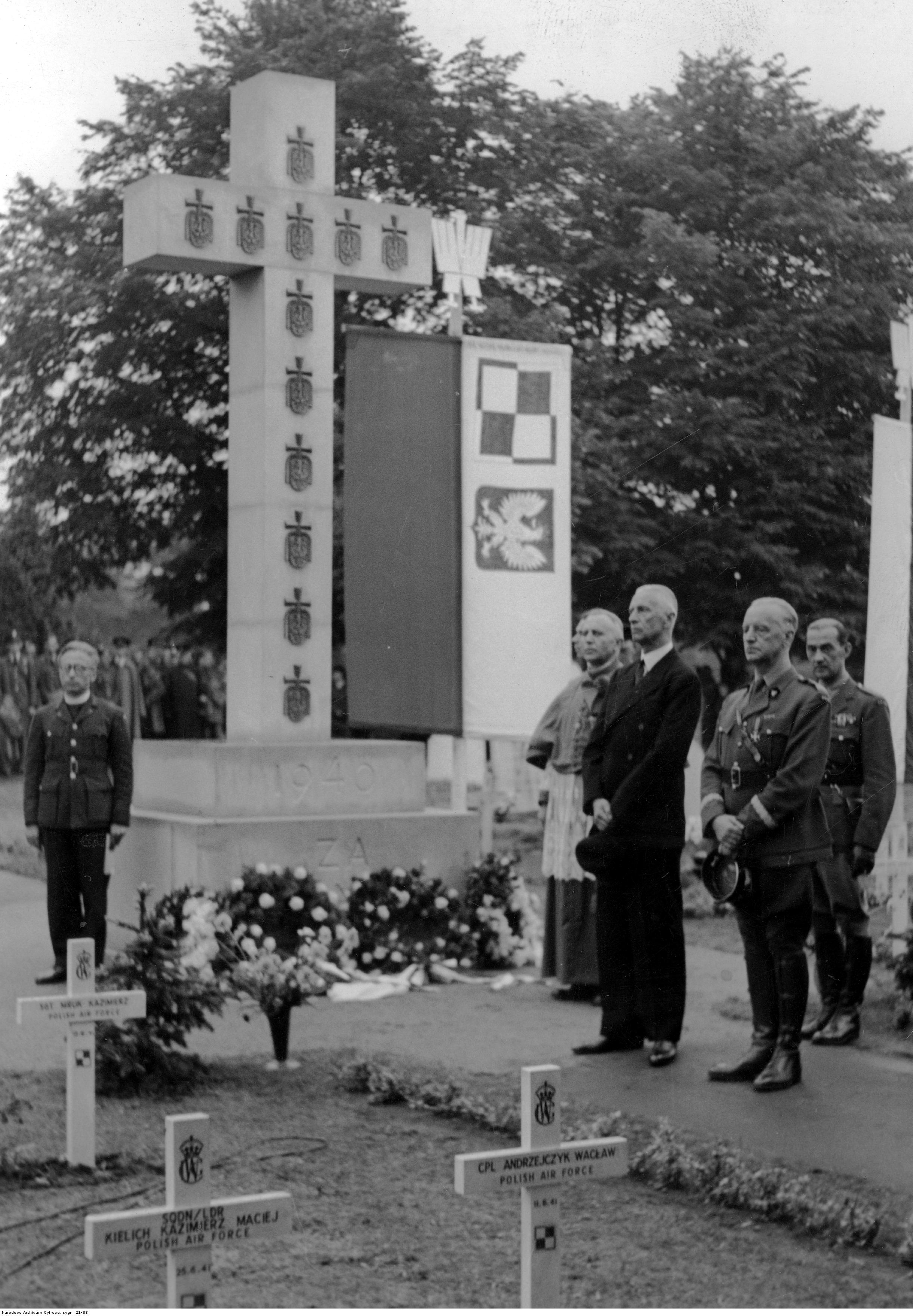
Uroczystość odsłonięcia pomnika ku pamięci lotników polskich z udziałem Raczkiewicza i Sikorskiego, 1941
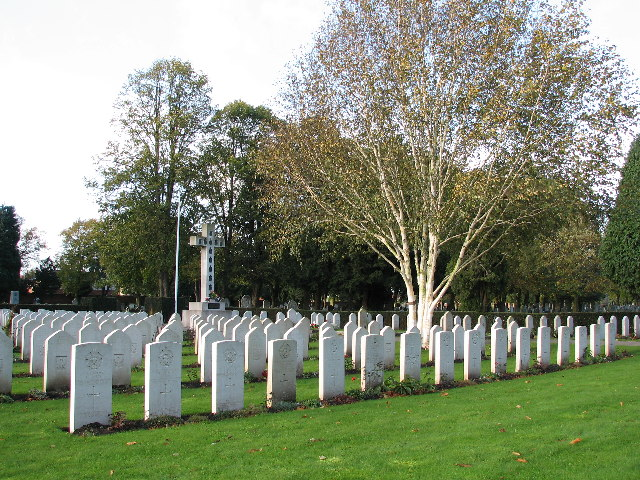
Kwatera wojskowa – w pierwszym rzędzie groby żołnierzy Wspólnoty Brytyjskiej, w kolejnych – polskich